# Cantó d'Anse-Bertrand
El cantó d'Anse-Bertrand és una divisió administrativa francesa situat al departament de Guadalupe a la regió de Guadalupe.

## Composició
El cantó comprèn 2 comunes:
- Anse-Bertrand: 5 027 habitants
- Port-Louis: 5 573 habitants

## Administració
| Període                              | Identitat         | Partit        | Qualitat |
| ------------------------------------ | ----------------- | ------------- | -------- |
| 2004-                                | Jean-Marie Hubert | Divers gauche |          |
| Les dades anteriors no són conegudes |                   |               |          |